# Штяк
Штяк (словен. Štjak) — поселення в общині Сежана, Регіон Обално-крашка, Словенія. Висота над рівнем моря: 518,1 м.